# Крістіан Мангерц
Крістіан Мангерц (угор. Крістіан Мангерц, 6 лютого 1997) — угорський ватерполіст.
Призер Олімпійських Ігор 2020 року, учасник 2016 року.
Призер Чемпіонату світу з водних видів спорту 2017 року.